# Гипсографическая кривая
Гипсографическая кривая (от др.-греч. ὕψος — «высота» и γράφω «пишу», также гипсометрическая кривая) — функция распределения глубин океана и высот земной поверхности. Обычно изображается на координатной плоскости, где по вертикальной оси откладывается высота рельефа, а по горизонтальной — доля поверхности, высота рельефа которой больше указанной. Часть кривой, расположенной ниже уровня моря, называется батиграфической кривой.
Гипсографическая кривая впервые была построена в 1883 году А. Лаппараном и уточнена в 1933 году Э. Коссина. Уточнения для батиграфической кривой сделаны в 1959 году В. Н. Степановым.
Гипсографическая кривая рельефа Земли имеет два пологих участка: один из них на уровне моря, другой — на глубине 4—5 км. Эти участки соответствуют наличию двух пород различной плотности. Пологий участок на уровне моря соответствует лёгким породам, состоящим из гранита (плотность 2800 кг/м³), нижний участок — тяжёлым породам, сложенным базальтами (3300 кг/м³). В отличие от Земли, гипсографическая кривая Луны не содержит пологих участков, что свидетельствует об отсутствии дифференциации пород.